# Caecidotea antricola
Caecidotea antricola is een pissebed uit de familie Asellidae. De wetenschappelijke naam van de soort is voor het eerst geldig gepubliceerd in 1931 door Creaser.